# Cèlia Corres
Cèlia Corres, född den 22 januari 1964 i Terrassa, Spanien, är en spansk landhockeyspelare.
Hon tog OS-guld i damernas landhockeyturnering i samband med de olympiska landhockeytävlingarna 1992 i Barcelona.